# Third Street Promenade

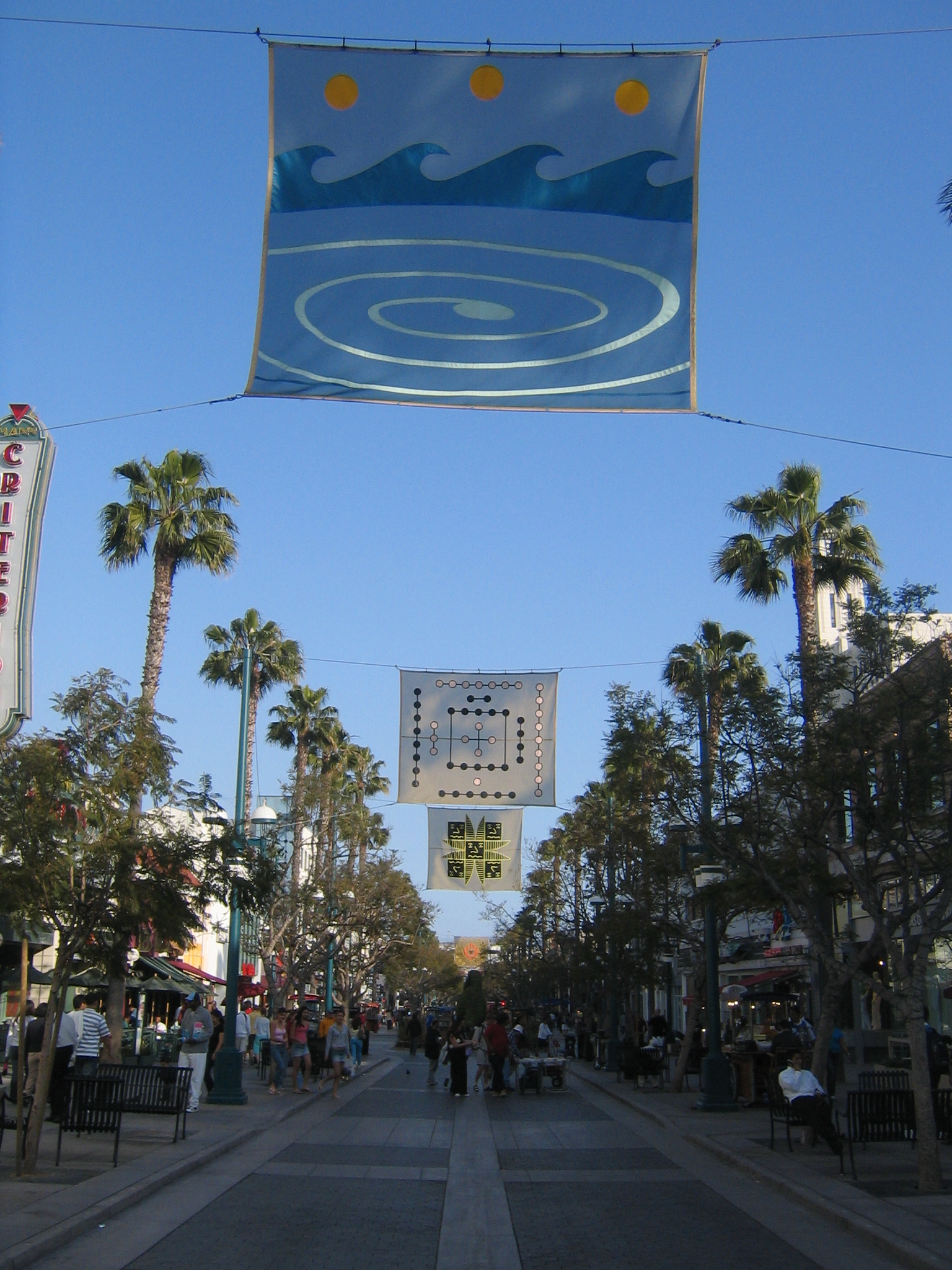
Third Street Promenade.

La Third Street Promenade (o Santa Monica Promenade) è una strada pedonale nel centro di Santa Monica, in California.
Con i suoi negozi, cinema e ristoranti è considerata una delle principali vie dello shopping e della vita serale del westside losangelino ed è la più grande strada pedonale di tutta l'area metropolitana di Los Angeles. Vista la sua prossimità all'Oceano Pacifico è anche una popolare meta turistica.
Gli inizi della pedonalizzazione della via risalgono agli anni sessanta.
La Promenade è  caratterizzata dalla presenza di numerosi artisti e musicisti di strada.
A sud la via finisce a ridosso dello shopping center Santa Monica Place di Frank Gehry.